# Phoenicophanta
Phoenicophanta är ett släkte av fjärilar. Phoenicophanta ingår i familjen nattflyn.
Kladogram enligt Catalogue of Life:
| Phoenicophanta | \| \| Phoenicophanta bicolor \| \| \| \| \| \| Phoenicophanta flavifera \| \| \| \| \| \| Phoenicophanta modestula \| \| \| \| \| \| Phoenicophanta polyrrhoda \| \| \| \| |
|                | \| \| Phoenicophanta bicolor \| \| \| \| \| \| Phoenicophanta flavifera \| \| \| \| \| \| Phoenicophanta modestula \| \| \| \| \| \| Phoenicophanta polyrrhoda \| \| \| \| |
|                | Phoenicophanta bicolor |
|                | |
|                | Phoenicophanta flavifera |
|                | |
|                | Phoenicophanta modestula |
|                | |
|                | Phoenicophanta polyrrhoda |
|                | |